# الفرقة المدرعة 131 قنطور

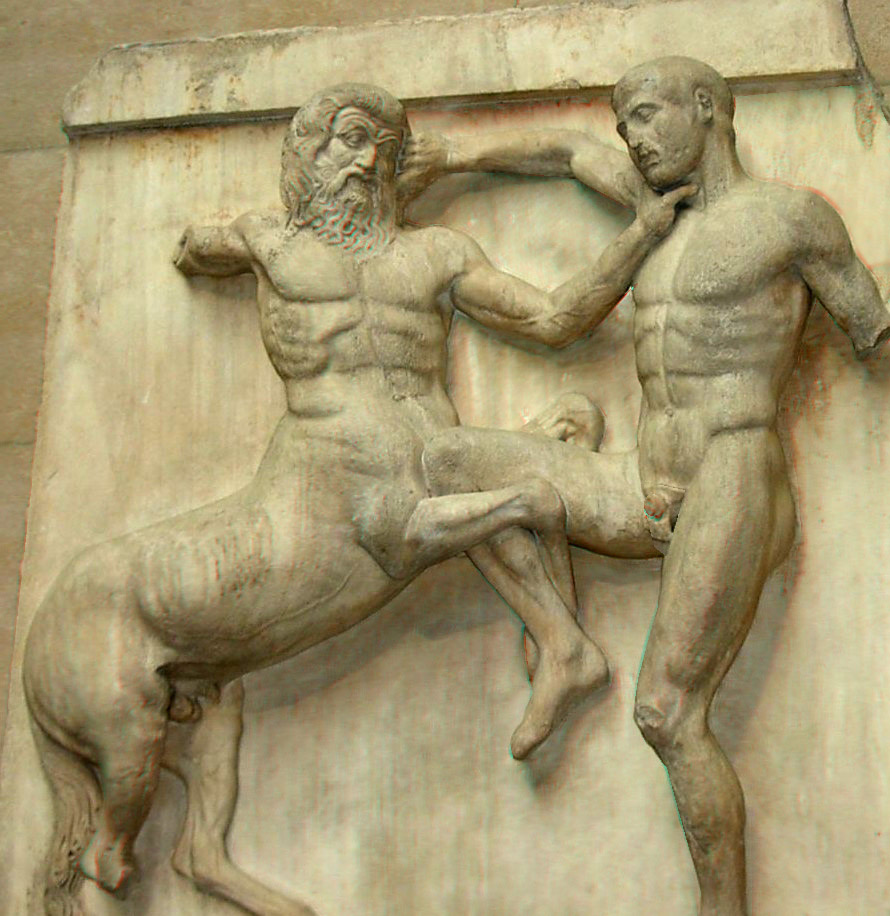
شعار الفرقة هو القنطور الكائن الخرافي

الفرقة المدرعة 131 قنطور (بالإيطالية:131ª Divisione Corazzata "Centauro") ) كانت وحدة كبيرة من الجيش والجيش الملكي الإيطالي خلال الحرب العالمية الثانية. أنشئت في 20 أبريل 1939. بعد تطوير اللواء المدرع الأول شاركت في عمليات عسكرية في ألبانيا، واليونان، ويوغوسلافيا. تم نقل وحدات رئيسية إلى تونس في نوفمبر 1942. ودمرت عمليا في الأيام الأخيرة من شهر مارس عام 1943. تم حلها في عام 1986 في أعقاب إعادة تنظيم الجيش الإيطالي.